# Блейлок, Джеймс
Дже́ймс По́л Бле́йлок (англ. James Paul Blaylock, 20 сентября 1950 года, Лос-Анджелес, США) — американский писатель-фантаст, один из главных представителей жанра стимпанк.

## Биография
Джеймс Блейлок родился в пригороде Лос-Анджелеса. После школы окончил Калифорнийский университет в Фуллертоне. Во время учёбы Блейлок познакомился с будущими известными писателями Тимом Пауэрсом, К.У. Джетером и Филипом Диком. Позже Джеймс даже стал прообразом одного из героев романа Филиппа К. Дика «Валис».
Литературный дебют Блейлока пришёлся на 1975 год, когда был опубликован его рассказ «Hans Clinker», в последующие семь лет было опубликовано ещё четыре рассказа автора. В 1982 году выходит первый роман Блейлока — «Эльфийский корабль» (англ. The Elvin Ship), история о том, как сыровар Джонатан Бинг, в компании со своим старым добродушным псом Ахавом, местным ученым Профессором Вурцлом и деревенским простачком Дули спасали пряники и подарки. Позже у книги появилось продолжение — романы «Исчезающий гном» и «Каменный великан». Книгу часто сравнивали с культовой историей хоббитов, но критики отмечали, что придумать в этом жанре что-то более непохожее на Толкиена, чем произведения Блейлока, невозможно.
В 1986 году в свет выход роман «Гомункул» (англ. Homunculus), первый из цикла «Приключения Лэнгдона Сент-Ива», который считается одним из главных столпов стимпанка, действие разворачивается в Лондоне XIX века, наполненном зомби, алхимиками и совершенно необычной техникой. За него писатель получил премию имени Филипа Дика. В России роман должен был быть впервые опубликован в 2018 году издательством «Аркадия», но его выход отложили из-за скандала с обложкой, на которой был размещен фрагмент иллюстрации комикса Legendary Green Hornet (стимпанк-версия «Зелёного шершня» от издательства Dynamite).
При написании своих романов Блейлок вдохновлялся произведениями Конан Дойля, Чарльза Диккенса, Герберта Уэллса, Роберта Стивенсона, Жюля Верна.
В России романы Блейлока начали издаваться только в начале 2000-х годов, не считая нескольких небольших публикаций в тематических журналах.

## Награды и премии
- 1986 — Премия читателей журнала «Science Fiction Chronicle» / «Бумажные драконы» (англ. Paper Dragons)
- 1986 — Всемирная премия фэнтези / «Бумажные драконы» (англ. Paper Dragons)[8]
- 1987 — Премия Филипа Дика / Гомункул (англ. Homunculus)
- 1997 — Всемирная премия фэнтези / The Thirteen Phantasms